# یومی اوماوکا
یومی اوماوکا (انگلیسی: Umeoka Yumi) بازیکن فوتبال است که در تیم ملی فوتبال زنان ژاپن بازی کرده‌است.